# Ehemalige katholische Kirche Lage

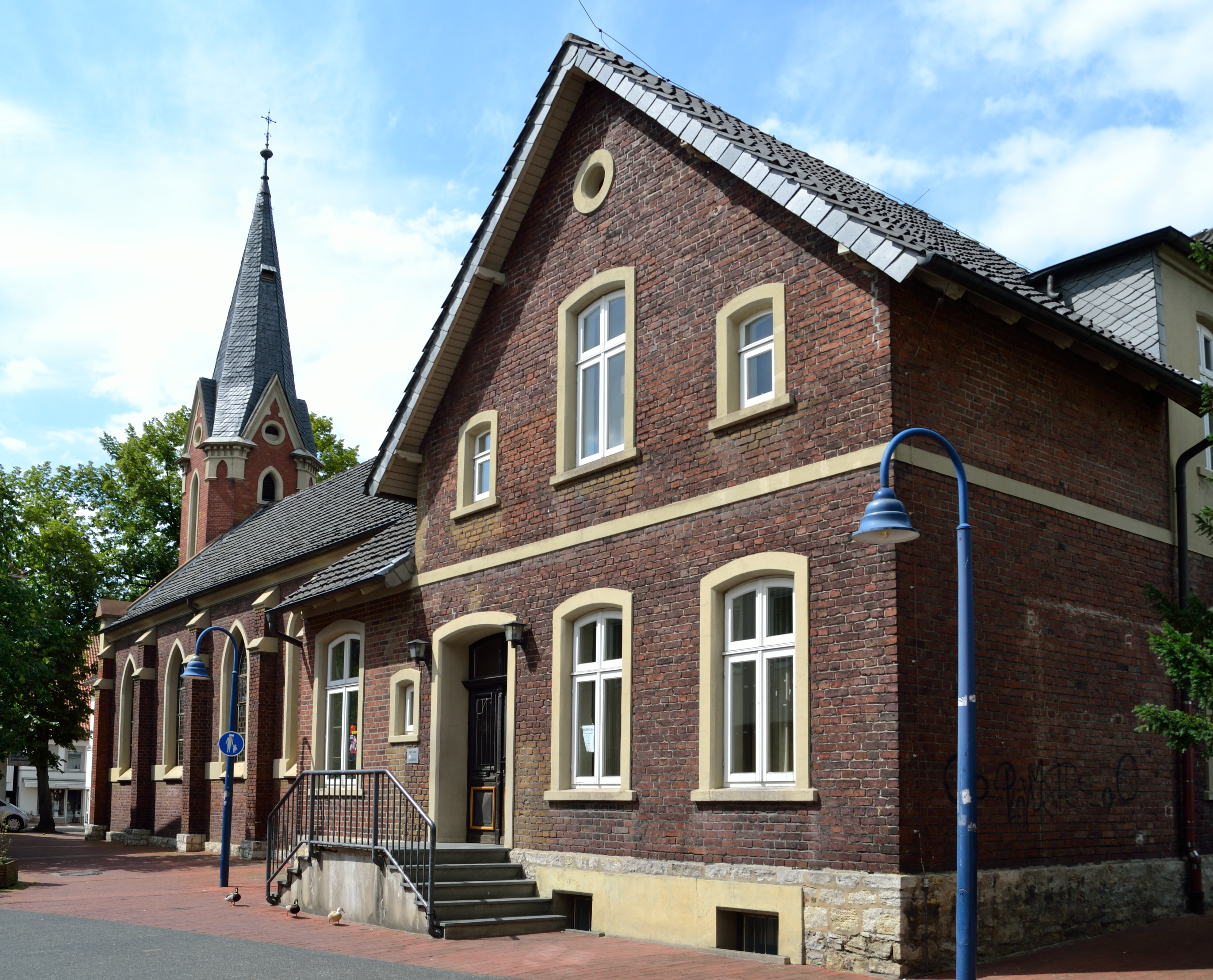
Ehemalige katholische Kirche

Die ehemalige katholische Kirche in Lage mit Adresse Bergstraße 12 steht als Baudenkmal unter Denkmalschutz.

## Geschichte
Die kleine katholische Gemeinde in Lage nutzte 1881 bis 1896 ein ehemaliges Schulhaus in der Langen Straße für Gottesdienste und Schulunterricht. Nachdem der Mietvertrag zum 1. Oktober 1897 gekündigt wurde, beschloss die Gemeinde den Bau einer eigenen Kirche. 190 Katholiken aus Lage und Umgebung trugen mit Spenden zum Bau bei.
Für 10.000 Mark kaufte die Kirchengemeinde das 1000 m² große Grundstück an der Bergstraße. Architekt wurde Gustav Meßmann. Dieser plante ein Gebäude, das Schule, Pfarrhaus und Kirche umfassen sollte. Am 24. Juni 1897 wurde der Grundstein gelegt, im Oktober des gleichen Jahres konnten Schule und Pfarrhaus bezogen werden. 1894 war Lage zur Missionsvikarie erhoben worden und hatte einen eigenen Geistlichen eingestellt. Am 24. April 1898 erfolgte die Weihe der eigentlichen Kirche. Der Bau hatte 24.000 Mark gekostet.
1931 wurde der Kirchenraum um die ehemaligen Schulräume erweitert und die Pfarrwohnung umgestaltet. 1987 wurde die Kirche in ein Bürgerhaus umgewandelt. Die Pfarrerwohnung wurde zum Archiv der Stadt Lage.

## Baubeschreibung
Die Kirche ist ein Backsteingebäude auf einem Bruchsteinsockel. Im Westen befindet sich die Kirche, im Osten das Pfarrhaus unter einem durchgehenden Satteldach. Die Kirche ist als einschiffige Saalkirche über 4 tonnengewölbte Joche ausgelegt. Der Kirchturm verfügt an drei Seiten über hohe gotische Fenster.